# François Colimon
François Colimon (Gonaives, 10 de julio de 1934-Puerto Príncipe, 4 de noviembre de 2022) fue un sacerdote monfortiano haitiano, obispo emérito de Port-de-Paix hasta el 1 de marzo de 2008.

## Biografía
Fue ordenado sacerdote con los Misioneros de la Compañía de María o Monfortianos (CMM) el 11 de febrero de 1962.
Juan Pablo I lo nombró obispo coadjutor de Port-de-Paix el 18 de septiembre de 1978, junto con el monseñor Rémy Augustin. Fue consagrado el 8 de diciembre siguiente por el obispo Luigi Conti, entonces nuncio apostólico en Haití. El 22 de febrero de 1982 sucedió al obispo Agustín.
Se jubiló el 1 de marzo de 2008 a la edad de 73 años. La sede episcopal quedó a cargo de Monseñor Pierre-Antoine Paulo, obispo coadjutor de la diócesis desde 2001.
Falleció el 4 de noviembre de 2022 en el Hospital Saint-François de Puerto Príncipe a los 88 años de edad.